# Aurea Repubblica Ambrosiana

Vessillo della Repubblica ambrosiana

Aurea Repubblica Ambrosiana, anche spesso solo Repubblica Ambrosiana, è il nome con cui è chiamato il governo repubblicano creato a Milano nel 1447 da un gruppo di nobili e di giuristi dell'università di Pavia in seguito al vuoto di potere creatosi con la morte di Filippo Maria Visconti e che terminò, tre anni dopo, nel 1450. 
Il governo era composto da ventiquattro esponenti della nobiltà cittadina, che furono chiamati "capitani e difensori della libertà della illustre ed eccelsa città di Milano".
Per difendersi dai tentativi di conquista degli Stati confinanti, soprattutto di Venezia, la Repubblica ricorse ai servigi del condottiero Francesco Sforza, signore di Cremona. Questi adottò una politica ambigua, prima sostenendo i Milanesi contro i Veneziani, poi aprendo le ostilità contro la stessa Milano, avanzando inoltre la pretesa al titolo ducale. La Repubblica si arrese allo Sforza, dopo un duro assedio, nel 1450.

## Storia della Repubblica

### Nascita della Repubblica
L'agonia e successiva morte senza disposizioni testamentarie di Filippo Maria Visconti aveva lasciato aperta la questione della successione del Ducato di Milano.
Il testamento di Gian Galeazzo Visconti disponeva che, in mancanza di discendenza maschile, la linea di successione dovesse essere quella della figlia Valentina. I francesi, forti di questo fatto rivendicavano il ducato per Carlo d'Orléans. Dall'altro lato Alfonso d'Aragona asseriva che il defunto duca avesse scritto nel suo ultimo periodo di vita un testamento a suo favore in cambio di un aiuto contro i veneziani.
Fra gli italiani, oltre allo Sforza, marito della figlia naturale di Filippo Maria, Bianca Maria, rivendicava il titolo Ludovico di Savoia, fratello della duchessa; invece valenti giuristi, fra i quali il Piccolomini, sostenevano che il titolo andasse rimesso all'Imperatore.
Della confusione successoria approfittò un gruppo di cittadini milanesi, che, guidati da Innocenzo Cotta, Antonio Trivulzio (?-1454), Teodoro Bossi, Giorgio Lampugnano, Vitaliano Borromeo, Mariano Vitali e Giovanni da Ossona, il 14 agosto convocarono il popolo all'Arengo e proclamarono la Repubblica Ambrosiana.
Il governo della repubblica era retto da un consiglio composto da 24 "Capitani e difensori della libertà" (in seguito ridotti a 12) e dal cosiddetto Consiglio generale dei Novecento, erano questi 150 rappresentanti eletti nelle assemblee parrocchiali per ognuna delle sei porte della città.
Inizialmente il governo dei capitani, per evitare prese di potere o il prevalere di fazioni, venne sostituito ogni due mesi creando di fatto grande instabilità e lasciando il potere decisionale al convulso Consiglio dei Novecento.
La repubblica fu chiamata "ambrosiana" in onore di sant'Ambrogio, vescovo di Milano dal 374 al 397, santo patrono della città.
La nascita della repubblica, che aveva tendenze ghibelline e ostile a Venezia non ricevette l'adesione di altre città del ducato: Pavia e Parma rivendicarono la loro indipendenza, Lodi e Piacenza si unirono a Venezia.

### La chiamata alle armi e Francesco Sforza

Versione della bandiera caricata dal sigillo ambrosiano

Il 3 settembre 1447, volendo evitare la divisione del ducato, la Repubblica chiamò i suoi cittadini alle armi e chiese aiuto a Francesco Sforza. Nelle sue file si trovava un Gonzaga, Carlo, signore di Sabbioneta, fratello di Ludovico III, marchese di Mantova. Sforza s'impose come signore di Pavia (17 settembre 1447), prese controllo della flotta milanese e riconquistò Piacenza (16 novembre 1447) dopo un lungo assedio. La città subì saccheggi per cinquanta giorni e migliaia di suoi abitanti furono massacrati. A Milano si iniziò a diffidare dello Sforza. In occasione del rinnovo del consiglio dei capitani, nel marzo 1448, furono eletti dei guelfi e dei rappresentanti del popolo. Presero vita delle trattative segrete di pace con Venezia ma, il 19 aprile 1448, il Consiglio dei Novecento non riuscì a giungere a una decisione. Sforza continuò le sue conquiste: in maggio fu il turno di Vailate, Treviglio e Cassano d'Adda; a luglio la flotta veneziana sul Po venne distrutta a Casalmaggiore; infine a settembre Sforza mise in rotta l'esercito veneziano a Caravaggio, saccheggiando il campo nemico e ammassando un enorme bottino.
A quel punto Sforza compì un voltafaccia e il 18 ottobre 1448 firmò a Rivoltella (attuale frazione di Desenzano del Garda) un patto con Venezia per il quale i veneziani concedevano allo Sforza il comando della guerra per la conquista dei territori tra il Ticino e il Sesia, lasciando alla Repubblica Ambrosiana la regione compresa tra il Ticino e l'Adda. Questo avvenimento provocò inquietudini a Milano. Carlo Gonzaga abbandonò lo Sforza per andare in aiuto della Repubblica e fu nominato il 14 novembre capitano generale del popolo. Nel frattempo Sforza conquistava Pizzighettone e quindi, tra novembre e dicembre, con l'appoggio del marchese del Monferrato Giovanni IV, prese Binasco, Rosate, Abbiategrasso, Varese, Legnano e Busto Garolfo.
Il 27 dicembre 1448 la Repubblica Ambrosiana offrì una ricompensa di 10.000 ducati per la cattura di Francesco Sforza. Questi concluse la sua campagna all'ovest di Milano con la presa di Novara. Con le successive conquiste di Alessandria, Tortona e Vigevano, Milano si ritrovò completamente accerchiata.

Nel gennaio 1449 una congiura ordita da alcuni condottieri contro Carlo Gonzaga fu repressa duramente e i mesi seguenti furono un periodo di terrore per i ghibellini. 
Il 9 gennaio 1449, per rimpinguare le esangui casse della Repubblica, si tenne in piazza Sant'Ambrogio una lotteria, considerata la prima lotteria della storia. L'inventore del gioco fu Cristoforo Taverna, un banchiere milanese.
Il 14 febbraio Parma aprì le porte a Sforza e sciolse il proprio reggimento di difesa.

### Intervento Francese
Come aiuto alla Repubblica, il re di Francia Carlo VII inviò un'armata di 6.000 mercenari francesi, che arrivò a Milano nel marzo 1449. Francesco Piccinino abbandonò Sforza e ritornò a Milano. Il 6 marzo Carlo Gonzaga attacca e respinge le truppe dello Sforza che assediavano Monza. Lo stesso giorno, a Milano, fu siglato un accordo militare tra la Repubblica e il duca di Savoia in cambio di Novara e un altro con il duca d'Orléans in cambio di Alessandria. Perfino il re di Napoli, Alfonso V, promise aiuti a Milano. Nell'altro campo, il signore di Parma, Pier Maria II de' Rossi, offrì allo Sforza 500 cavalli.

Il 22 aprile le truppe francesi furono sconfitte a Borgomanero da Bartolomeo Colleoni al servizio di Francesco Sforza; questi si impossessò di Melegnano il 1º maggio, non riuscì a riprendere Monza ma conquistò Vigevano il 3 giugno dopo un lungo assedio e occupò il Seprio e la Brianza intorno a Monza. Le truppe dello Sforza misero le mani su tutti i raccolti dei dintorni di Milano, lasciando la città senza rifornimenti. Nel frattempo, sulle Alpi, tornarono a farsi vivi gli Svizzeri che tentarono di approfittare della situazione caotica per riprovare la conquista della valle Leventina, ma vennero nuovamente respinti nella battaglia di Castione.
Nel luglio 1449 i ghibellini ebbero di nuovo la maggioranza nel consiglio. Furono condotte trattative in tutte le direzioni: furono sollecitati l'imperatore, il re di Francia, il papa, il re di Napoli. Il 31 agosto scoppiarono dei moti popolari a Milano, i guelfi assaltarono il palazzo dell'Assemblea e i nobili ghibellini cercarono la fuga; quelli catturati furono passati per le armi. I nuovi capitani e difensori plebei tentarono di entrare in trattativa con Venezia contro Sforza. Carlo Gonzaga non riconobbe il nuovo governo della Repubblica e si unì allo Sforza.
L'8 settembre vide la fine dei consigli repubblicani e Biagio Assereto divenne podestà di Milano.

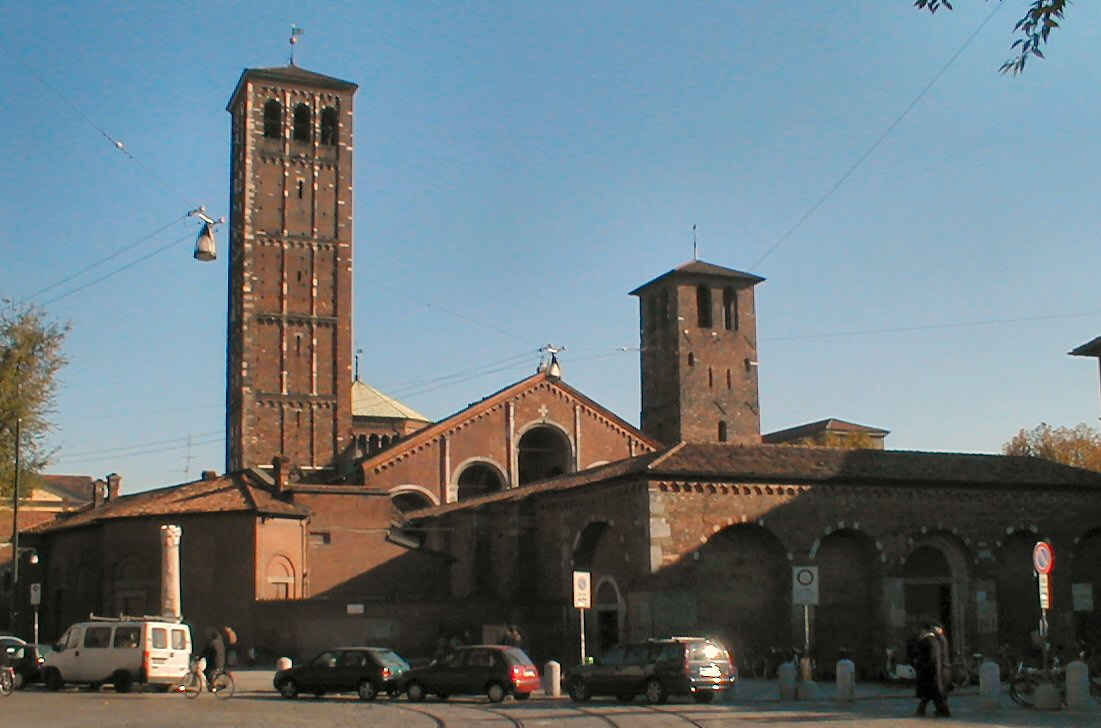
Milano: Basilica di Sant'Ambrogio in onore del quale la Repubblica prese il nome di Ambrosiana

L'11 settembre 1449 Lodi si arrese allo Sforza che si avvicinò quindi alle porte di Milano. Il 24 settembre a Brescia i veneziani siglarono con la Repubblica Ambrosiana una pace, secondo la quale Milano avrebbe avuto Como, Lodi e la Brianza mentre allo Sforza sarebbero andate le città del Piemonte, di Pavia, di Piacenza, di Parma e di Cremona. Le truppe veneziane si ritirarono, ma Sforza prese tempo e mantenne le sue truppe sull'Adda per impedire ai veneziani di rifornire Milano di viveri. Quindi, il 29 settembre, Sforza mandò a Venezia suo fratello Alessandro per difendere i propri diritti, ma i veneziani accettarono solo il patto di Rivoltella dell'ottobre dell'anno prima; il 16 ottobre Sforza siglò una tregua con Milano sulla base della pace di Brescia.

### Pace con Venezia
Il 24 dicembre fu firmato un nuovo trattato di pace tra Venezia e la Repubblica Ambrosiana con lo scopo di isolare Francesco Sforza. Questi rispose firmando la pace con il duca di Savoia il 27 dicembre e iniziando negoziati con il re di Napoli. Le truppe veneziane tolsero l'assedio che mantenevano attorno a Milano.
Nel gennaio 1450 le truppe veneziane entrarono in Valsassina e si mantennero sull'Adda in attesa delle truppe milanesi. Sforza si trovava a Vimercate per impedire la riunificazione delle due armate.

### La rivolta popolare
Il 21 febbraio Gaspare Vimercati, che aveva ricevuto l'ordine di unirsi ai veneziani, si mise alla testa del popolo milanese affamato, liberò i prigionieri e affrontò la milizia milanese. I capitani convocarono il Consiglio dei Novecento ma una rivolta popolare mise in fuga i capitani.
Il palazzo dell'Assemblea fu assaltato e l'ambasciatore Veneziano ucciso da Giovanni Stampa, desideroso di vendetta per il fratello ucciso dai repubblicani. Un comitato rivoluzionario, diretto da Gaspare Vimercati, trattò con lo Sforza la resa a Vimercate entro il giorno seguente. Il 26 febbraio Sforza entrò a Milano con carri di viveri ma ritornò subito nel suo accampamento a Vimercate, dopo aver affidato il governo provvisorio a Carlo Gonzaga.
Il 3 marzo il nuovo governo di Milano inviò all'accampamento dello Sforza 24 delegati (4 per porta) per siglare l'atto che avrebbe consegnato la città allo Sforza; questi fu riconosciuto duca attraverso il suo matrimonio con Bianca Maria e la successione per via di figli o figlie, legittimi o illegittimi, fu accettata. L'11 marzo l'Assemblea generale approvò la trasmissione dei poteri a Francesco Sforza, continuando a riconoscere solo gli eredi maschi legittimi.

### Francesco Sforza nuovo duca di Milano, fine della Repubblica
Il 25 marzo 1450, giorno della festa dell'Annunciazione, Francesco Sforza entrò a Milano dalla porta Ticinese, rifiutando l'onore del carroccio, carro trionfale con baldacchino e drappo d'oro bianco; acclamato dal popolo, raccolse la successione dei Visconti: fu il nuovo duca di Milano.